# Selección de bandy de la Unión Soviética
La selección de bandy de la Unión Soviética representó a la Unión Soviética en bandy. Estaba controlado por la Federación de bandy y hockey sobre césped de la Unión Soviética. Incluso si el bandy era un deporte popular a nivel nacional en las décadas de 1920 y 1930, la Unión Soviética no competía en ningún internacional en ese entonces. Se hicieron acuerdos para jugar amistosos contra Suecia a fines de la década de 1940, pero los planes no se hicieron realidad. Sin embargo, después de haber visto a Finlandia, Noruega y Suecia jugar al bandy en los Juegos Olímpicos de Oslo 1952, la Unión Soviética invitó a estos tres países a un torneo de bandy de cuatro naciones en 1954. Esta fue la primera vez que un equipo nacional de bandy soviético se encontró con otros equipos nacionales de bandy. Los cuatro países utilizaron reglas algo diferentes antes de este torneo, pero las reglas se ajustaron para que sean las mismas en el futuro.
El equipo soviético dominó los Campeonatos Mundiales de Bandy desde su inicio en 1957 hasta que la Unión Soviética se disolvió en 1991, ganando los primeros once campeonatos (torneos bienales de 1961) y ganando todos menos tres campeonatos en los que compitieron. Su lugar en el campeonato fue luego asumido por Rusia.
La Unión Soviética también ganó el Torneo Rossiya ocho veces en diez apariciones. En 1992, este torneo había cambiado de nombre a Copa del Gobierno Ruso y, en sustitución del equipo nacional de bandy soviético, un equipo de bandy que representaba a la Comunidad de Estados Independientes hizo una aparición única allí, también jugando contra el nuevo equipo nacional de bandy de Rusia.